# Edoardo Colombo (calciatore 2001)
Edoardo Colombo (Ravenna, 24 gennaio 2001) è un calciatore sammarinese con cittadinanza italiana, portiere dello Gżira Utd e della nazionale sammarinese.

## Biografia
Nato a Ravenna, è in possesso della cittadinanza sammarinese grazie alle origini del nonno materno.

## Carriera

### Club
Cresciuto nel settore giovanile del Cesena, nel 2017 si trasferisce alla Juventus; dopo aver trascorso una stagione in prestito al Carpi, l'8 luglio 2019 viene ceduto, sempre a titolo temporaneo, alla Torres. Dopo una stagione trascorsa da titolare con i sardi, il 22 settembre 2020 passa al Legnago, con cui esordisce in Serie C il 26 settembre, nella partita terminata per 2-2 contro la Vis Pesaro, in cui commette un errore sul decisivo gol del pareggio dei marchigiani. Non più impiegato dai veneti, il 13 gennaio 2021 viene ceduto a titolo definitivo alla Fermana; al termine della stagione si trasferisce all'Arezzo, tornando così in Serie D.
Dopo un buon campionato con i toscani, il 7 luglio 2022 viene tesserato dalla Cavese, con cui gioca da titolare e arriva fino alla finale dei play-off, persa contro il Nardò.
Il 19 luglio 2023 firma un contratto annuale con il Rimini, formazione militante nel campionato di Serie C. Inizia la stagione come titolare, ma a partire dal mese di ottobre diventa il secondo portiere dopo l'ingaggio di Simone Colombi da parte della società.
Rimasto svincolato, il 20 novembre 2024 firma in Serie D con il Forlì fino al termine della stagione.

### Nazionale
Ha giocato nelle nazionali giovanili sammarinesi Under-16, Under-19 ed Under-21.
Ha esordito con la nazionale maggiore sammarinese il 20 marzo 2024, nell'amichevole persa per 1-3 contro Saint Kitts e Nevis. Il 5 settembre gioca da titolare la partita, valida per la Lega D di Nations League, vinta per 1-0 contro il Liechtenstein, prima vittoria in gare ufficiali nella storia della Repubblica del Titano e seconda in assoluto, a vent'anni di distanza dalla prima.

## Statistiche

### Presenze e reti nei club
Statistiche aggiornate al 18 agosto 2025.
| Stagione        | Squadra         | Campionato      | Campionato | Campionato | Coppe nazionali | Coppe nazionali | Coppe nazionali | Coppe continentali | Coppe continentali | Coppe continentali | Altre coppe | Altre coppe | Altre coppe | Totale | Totale |
| Stagione        | Squadra         | Comp            | Pres       | Reti       | Comp            | Pres            | Reti            | Comp               | Pres               | Reti               | Comp        | Pres        | Reti        | Pres   | Reti   |
| --------------- | --------------- | --------------- | ---------- | ---------- | --------------- | --------------- | --------------- | ------------------ | ------------------ | ------------------ | ----------- | ----------- | ----------- | ------ | ------ |
| 2019-2020       | Torres          | D               | 25         | -24        | CI-D            | 2               | -2              | -                  | -                  | -                  | -           | -           | -           | 27     | -26    |
| 2020-gen. 2021  | Legnago         | C               | 1          | -2         | -               | -               | -               | -                  | -                  | -                  | -           | -           | -           | 1      | -2     |
| gen.-giu. 2021  | Fermana         | C               | 1          | -3         | -               | -               | -               | -                  | -                  | -                  | -           | -           | -           | 1      | -3     |
| 2021-2022       | Arezzo          | D               | 34+1       | -45 + -2   | CI-D            | 1               | -1              | -                  | -                  | -                  | -           | -           | -           | 36     | -48    |
| 2022-2023       | Cavese          | D               | 34+3       | -35 + -5   | CI-D            | 3               | -1              | -                  | -                  | -                  | -           | -           | -           | 40     | -41    |
| 2023-2024       | Rimini          | C               | 8          | -19        | CI-C            | 3               | 0               | -                  | -                  | -                  | -           | -           | -           | 11     | -19    |
| 2024-2025       | Forlì           | D               | 2          | 0          | CI-D            | 0               | 0               | -                  | -                  | -                  | -           | -           | -           | 2      | 0      |
| 2025-2026       | Gżira Utd       | PL              | 1          | -5         | MC              | 0               | 0               | -                  | -                  | -                  | -           | -           | -           | 1      | -5     |
| Totale carriera | Totale carriera | Totale carriera | 110        | -140       |                 | 9               | -4              |                    | -                  | -                  |             | -           | -           | 119    | -144   |

### Cronologia presenze e reti in nazionale
| Cronologia completa delle presenze e delle reti in nazionale ― San Marino | Cronologia completa delle presenze e delle reti in nazionale ― San Marino | Cronologia completa delle presenze e delle reti in nazionale ― San Marino | Cronologia completa delle presenze e delle reti in nazionale ― San Marino | Cronologia completa delle presenze e delle reti in nazionale ― San Marino | Cronologia completa delle presenze e delle reti in nazionale ― San Marino | Cronologia completa delle presenze e delle reti in nazionale ― San Marino | Cronologia completa delle presenze e delle reti in nazionale ― San Marino |
| Data                                                                      | Città                                                                     | In casa                                                                   | Risultato                                                                 | Ospiti                                                                    | Competizione                                                              | Reti                                                                      | Note                                                                      |
| ------------------------------------------------------------------------- | ------------------------------------------------------------------------- | ------------------------------------------------------------------------- | ------------------------------------------------------------------------- | ------------------------------------------------------------------------- | ------------------------------------------------------------------------- | ------------------------------------------------------------------------- | ------------------------------------------------------------------------- |
| 20-3-2024                                                                 | Serravalle                                                                | San Marino                                                                | 1 – 3                                                                     | Saint Kitts e Nevis                                                       | Amichevole                                                                | -3                                                                        |                                                                           |
| 24-3-2024                                                                 | Serravalle                                                                | San Marino                                                                | 0 – 0                                                                     | Saint Kitts e Nevis                                                       | Amichevole                                                                | -                                                                         |                                                                           |
| 5-6-2024                                                                  | Wiener Neustadt                                                           | Slovacchia                                                                | 4 – 0                                                                     | San Marino                                                                | Amichevole                                                                | -4                                                                        |                                                                           |
| 11-6-2024                                                                 | Serravalle                                                                | San Marino                                                                | 1 – 4                                                                     | Cipro                                                                     | Amichevole                                                                | -4                                                                        |                                                                           |
| 5-9-2024                                                                  | Serravalle                                                                | San Marino                                                                | 1 – 0                                                                     | Liechtenstein                                                             | UEFA Nations League 2024-2025 - 1º turno                                  | -                                                                         |                                                                           |
| 10-9-2024                                                                 | Chișinău                                                                  | Moldavia                                                                  | 1 – 0                                                                     | San Marino                                                                | Amichevole                                                                | -1                                                                        |                                                                           |
| 10-10-2024                                                                | Gibilterra                                                                | Gibilterra                                                                | 1 – 0                                                                     | San Marino                                                                | UEFA Nations League 2024-2025 - 1º turno                                  | -1                                                                        |                                                                           |
| 13-10-2024                                                                | Andorra la Vella                                                          | Andorra                                                                   | 2 – 0                                                                     | San Marino                                                                | Amichevole                                                                | -2                                                                        | 66’                                                                       |
| 15-11-2024                                                                | Serravalle                                                                | San Marino                                                                | 1 – 1                                                                     | Gibilterra                                                                | UEFA Nations League 2024-2025 - 1º turno                                  | -1                                                                        |                                                                           |
| 18-11-2024                                                                | Vaduz                                                                     | Liechtenstein                                                             | 1 – 3                                                                     | San Marino                                                                | UEFA Nations League 2024-2025 - 1º turno                                  | -1                                                                        |                                                                           |
| 21-3-2025                                                                 | Larnaca                                                                   | Cipro                                                                     | 2 – 0                                                                     | San Marino                                                                | Qual. Mondiali 2026                                                       | -2                                                                        |                                                                           |
| 7-6-2025                                                                  | Zenica                                                                    | Bosnia ed Erzegovina                                                      | 1 – 0                                                                     | San Marino                                                                | Qual. Mondiali 2026                                                       | -1                                                                        | 60’                                                                       |
| 10-6-2025                                                                 | Serravalle                                                                | San Marino                                                                | 0 – 4                                                                     | Austria                                                                   | Qual. Mondiali 2026                                                       | -4                                                                        |                                                                           |
| Totale                                                                    |                                                                           | Presenze                                                                  | 13                                                                        |                                                                           | Reti                                                                      | -24                                                                       |                                                                           |